# Újra akcióban
Az Újra akcióban (eredeti cím: Back in Action) 2025-ben bemutatott amerikai akció filmvígjáték, amelyet Seth Gordon és Brendan O’Brien forgatókönyvéből Gordon rendezett. A főbb szerepekben Jamie Foxx, Cameron Diaz, Andrew Scott, Jamie Demetriou, Kyle Chandler és Glenn Close látható.
A filmet 2025. január 17-én mutatta be a Netflix.

## Cselekmény
Emily és Matt korábban CIA-kémekként dolgoztak, de azóta családot alapítottak. A múltjuk azonban utoléri őket, és újra fegyvert kell ragadniuk, hogy megvédjék családjukat.

## Szereplők
| Szerep | Színész              | Magyar hang            |
| ------ | -------------------- | ---------------------- |
| Matt   | Jamie Foxx           | Kálid Artúr            |
| Emily  | Cameron Diaz         | Für Anikó              |
| Alice  | McKenna Roberts      | Mayer Szonja           |
| Leo    | Rylan Jackson        | Holló-Zsadányi Norman  |
| Chuck  | Kyle Chandler        | Csankó Zoltán          |
| Ginny  | Glenn Close          | Bánsági Ildikó         |
| Nigel  | Jamie Demetriou      | Horváth-Töreki Gergely |
| Baron  | Andrew Scott         | Rajkai Zoltán          |
| Wendy  | Fola Evans-Akingbola | Nádasi Veronika        |

### Magyar változat
- Magyar szöveg: Dittrich-Varga Fruzsina
- Hangmérnök: Halas Péter
- Vágó: Wünsch Attila
- Gyártásvezető: Vigvári Ágnes
- Szinkronrendező: Szalay Csongor
- Produkciós vezető: Fekete Márk

A szinkront a Direct Dub Studios készítette el.

## A film készítése
2022 júniusában jelentették be, hogy Cameron Diaz visszatér a visszavonulásából a Seth Gordon és Brendan O'Brien által írt Back in Action című akcióvígjátékhoz, amelyben Jamie Foxx is szerepelni fog. Beau Bauman a Good One Productions, Seth Gordon az Exhibit A, Foxx, Datari Turner, O'Brien és Mark McNair pedig a produceri feladatokat látták el. 2022 augusztusában Foxx arról beszélt, hogy meggyőzte Diazt (akinek 2014-es visszavonulása előtt az utolsó filmje az Annie volt, amelyben ő is szerepelt), hogy csatlakozzon a stábhoz, és az Entertainment Tonightnak elmondta; „Cameron olyan hihetetlen erő, és olyan sokat tett ebben a szakmában”, és megkérdezte tőle: „Akarsz egy kicsit szórakozni? Csupán csak érezd jól magad! És szerintem ez hozta őt ide... nagyon örülünk, hogy ez megtörténik, és már nagyon várjuk”.
2022 novemberében Glenn Close és Kyle Chandler is csatlakozott a szereplőgárdához. 2023 februárjában Andrew Scott, McKenna Roberts, Rylan Jackson és Jamie Demetriou csatlakozott a stábhoz. A forgatás 2022. december 2. és 2023. március 9. között zajlott Londonban. 2023 február végén Diaz a Temze folyónál forgatott jeleneteket. Az atlantai forgatás március 27-én kezdődött és április végén fejeződött be. Április közepén, amíg Foxx kórházba került egy egészségügyi probléma miatt, testdublőrökkel vették fel a fennmaradó jeleneteit.
Míg Gordon és O'Brien egyedül írták a forgatókönyvet, különböző hozzájárulások történtek Andrea Berloff, Matteo Borghese, Joel Church-Cooper, Adam Cole-Kelly, Dana Fox, Paul Fruchbom, John Gatins, Joe Nussbaum, Cassie Pappas, Lennon Parham, Sam Pitman, Ellen Shanman, Laura Solon, David Stassen, Jessica St. Clair, Victoria Strouse és Lillian Yu által.

## Bemutató
Az Újra akcióban 2025. január 17-én jelent meg a Netflixen. Eredetileg 2024. november 15-én tervezték megjelentetni, mielőtt a jelenlegi megjelenési dátumra halasztották volna.